# Moto Guzzi V50
La V50 è un modello di motocicletta, prodotto dalla Moto Guzzi. Venne prodotta dal 1977 al 1987, come base per tutte le versioni della sua gamma (come del resto la V35), anche se la versione per pubbliche amministrazioni, grazie anche alle richieste dello Stato, arrivò ad essere prodotta fino al 1991.
Ecco un elenco dei modelli prodotti.
- V50 (77 - 79)
- V50 II (79- 81)
- V50 III (81 - 85)
- V50 C (82 - 85)
- V50 Monza (80 - 83)
- V50 Monza II (84 - 87)
- V50 NATO (79)
- V50 NATO Marechaussee (79)
- V50 NATO Politie (79)
- V50 PA (91)
- V50 Sport (79)
- V50 TS (81)

## Modelli
Primo modello dell'era De Tomaso, la V50 era una moto che riprendeva, riammodernandoli, gli ultimi concetti stilistici e meccanici di casa Guzzi. Prima di tutto, come dice il nome stesso, la tradizionale disposizione dei cilindri a V di 90° trasversali. Penalizzata dalla tassazione che si applicava alle moto con oltre 350 cm³, risultò una moto non di cattivo gusto estetico, ma al passo coi tempi e meccanicamente non un flop come le copie Guzzi e Benelli (che allora era stata unificata da De Tomaso nella Guzzi-Benelli-Moto S.p.A.) di moto giapponesi a 4 cilindri. L'esempio è la pompa del freno della famosa Frenata Integrale di brevetto Guzzi, che col pedale destro comanda un disco anteriore ed il disco posteriore, che va col suo disegno a formare armonia col telaio e con le linee squadrate del serbatoio.
Tuttavia, nonostante si sposasse con i favori del pubblico, proprio la tassazione fece sì che l'azienda si concentrasse più sulla versione da 350 cm³, che aveva in comune quasi tutto con lei. Un esempio di come l'azienda preferisse la V35 sta nel fatto che, nonostante anche questa fosse stata presentata nel 1977, beneficiasse sempre di uno studio "più approfondito" e di tecniche e caratteristiche migliori, nonché di re-styling al passo coi tempi. Dunque mentre per la versione "meglio riuscita" della V35 bisogna aspettare la serie II, per la V50 equivale una serie III, dove la II era stata di transizione estetica e meccanica. Comunque, queste transizioni ed evoluzioni saranno utili alla casa per il lancio dell'ammiraglia V65, che non avrà serie differenti tra loro, tanto che non si usa la numerazione romana tipica per differenziare i modelli.
La V50, comunque, era una moto stradale/turismo, all'altezza degli standard dell'epoca, con prestazioni di tutto rispetto. Il telaio fu studiato per averne varie applicazioni, e per varie derivazioni. Data la sua forma a culla, il motore progettato da Lino Tonti, fu ridisegnato per contenere i pesi e dunque i costi, ed anche le dimensioni per incastrarlo nel telaio. Con aggiornamenti stilistici che mutarono a poco a poco la linea, con piccoli affinamenti, rimase in produzione dal 1977 al 1985. La cosiddetta II ha i cilindri in Nigusil (prodotta solo per un anno, 79-80); il III aveva degli aggiornamenti estetici.